# Студенка (притока Десни)
Студенка (рос. Стденка) — річка в Україні у Новгород-Сіверському районі Чернігівської області. Права притока Десни (басейн Десни).

## Опис
Довжина річки приблизно 17,91 км, найкоротша відстань між витоком і гирлом — 12,52  км, коефіцієнт звивистості річки — 1,43 . Формується притокою Лоска, багатьма безіменними струмками та загатами.

## Розташування
Бере початок у селі Покошичі. Тече переважно на північний схід через села Студинку, Об'єднане, Курилівку і біля озера Московське впадає у річку Десну, ліву притоку Дніпра.

## Притоки
- Ласка (ліва).

## Історія
- У XIX столітті річка називалася Лоска[4], яка нині є лівою притокою Студинки[3].

## Цікаві факти
- У селі Покошичі річки перетинає автошлях Т 2539[3] (автомобільний шлях територіального значення у Чернігівській області. Пролягає територією Коропського району від перетину з Н27 через Покошичі — Мезин — Курилівку. Загальна довжина — 21,2 км.).